# Tokoka
Tokoka (Tococa) je rod rostlin z čeledi melastomovité. Jsou to až na malé výjimky dřeviny s jednoduchými vstřícnými listy s charakteristickou žilnatinou. Na vrcholech řapíků nebo na bázi listů jsou u většiny druhů přítomna dutá domatia obývaná symbiotickými mravenci. Květy jsou nejčastěji bílé nebo růžové, ve vrcholových květenstvích. Plodem je bobule. Rod zahrnuje asi 45 druhů a je rozšířen v tropické Americe. Plody nejrozšířenějšího druhu Tococa guianensis jsou jedlé, některé druhy mají význam v domorodé medicíně.

## Popis
Tokoky jsou keře nebo malé stromy dorůstající výšky až 14 metrů (T. tepuiensis), řidčeji i dřevnaté (T. caryophyllea) nebo bylinné (T. meridensis) liány. Některé druhy mají pouze nevětvený nebo jen velmi řídce větvený stonek nesoucí na vrcholu listy a květenství. Listy jsou jednoduché, vstřícné. Na bázi mají často 2 dutá, oblá domatia obývaná symbiotickými mravenci. Žilnatina je akrodromní, charakteristická pro většinu zástupců čeledi. Květy jsou většinou pětičetné, řidčeji čtyř nebo šestičetné, uspořádané ve vrcholových hroznech, latách nebo vrcholících. Češule je kuželovitá nebo zvonkovitá, někdy křídlatá. Kalich je laločnatý. Koruna je nejčastěji bílá nebo růžová, řidčeji purpurová, žlutá, oranžová, hnědá nebo zelená. Tyčinky jsou většinou stejného tvaru a velikosti, tuhé, s nažloutlými nebo modrými prašníky. Spojidlo prašníků není téměř protažené s výjimkou drobného zoubku na bázi hřbetní strany. Semeník je spodní nebo polospodní a obsahuje 3 až 6 komůrek. Čnělka je masivní, zakončená hlavatou a často velkou bliznou. Plodem je modrá až černá bobule, obsahující zpravidla mnoho drobných semen.

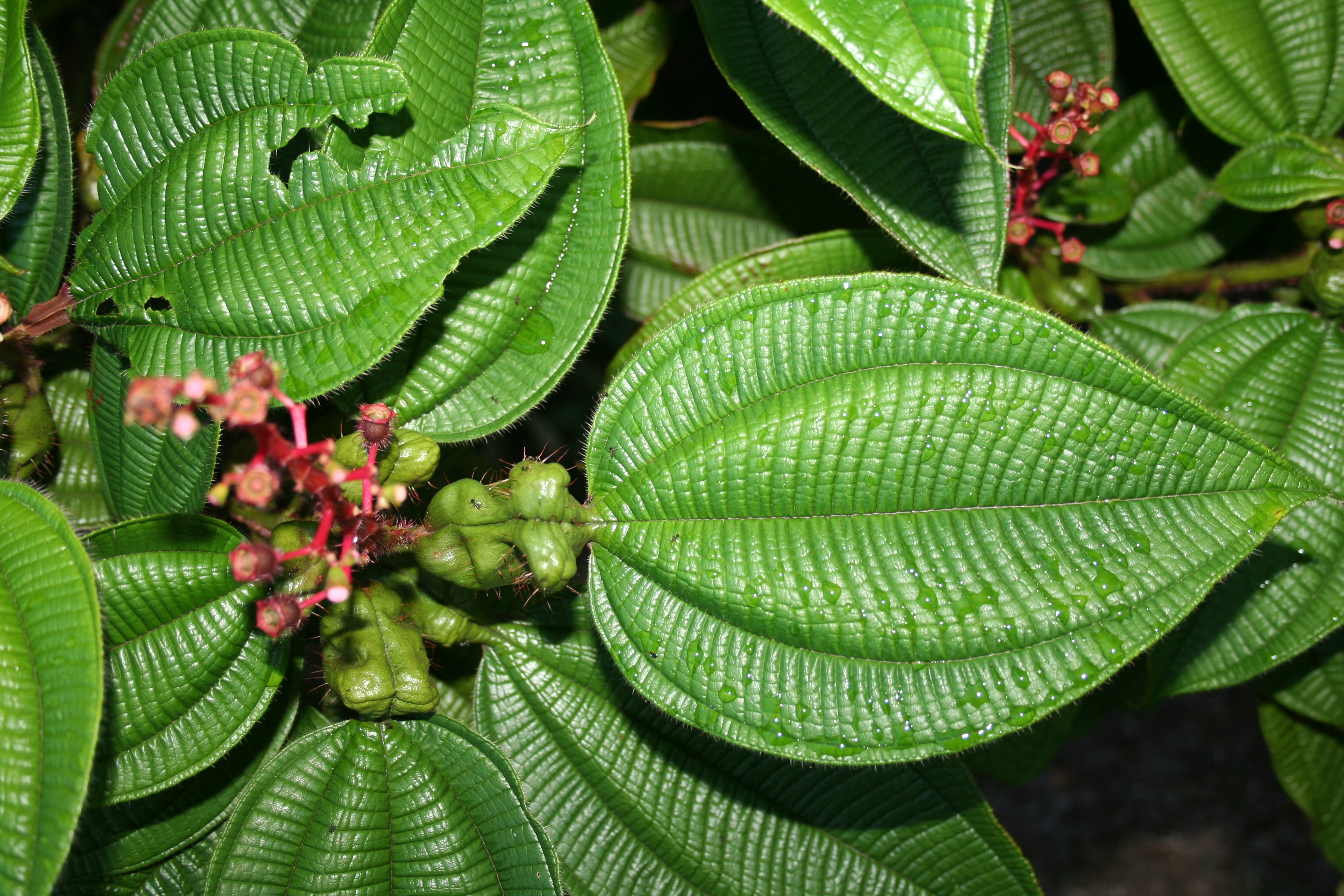
Listy a nezralé plody T. guianensis
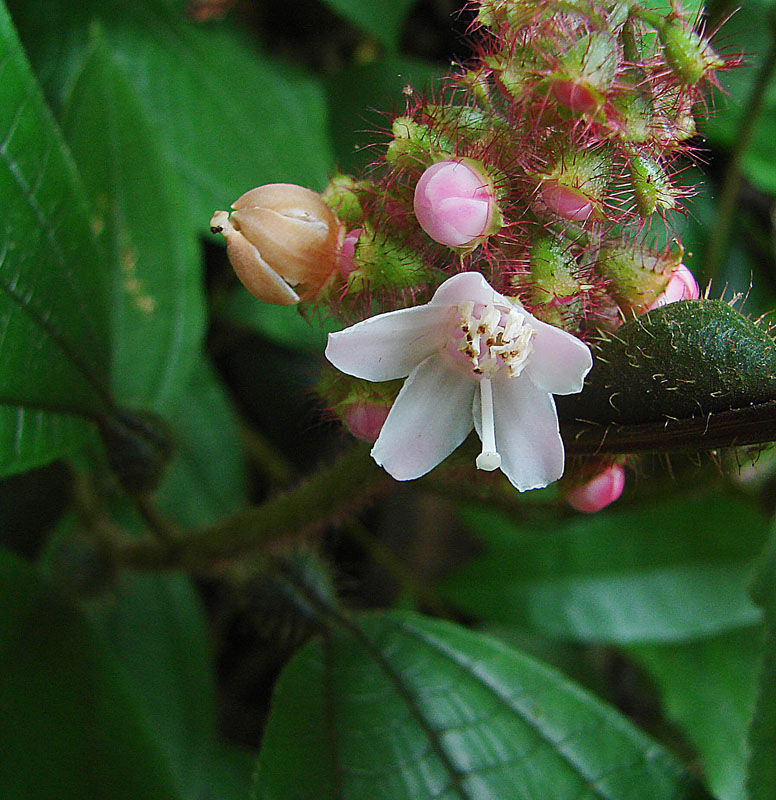
Květenství T. guianensis
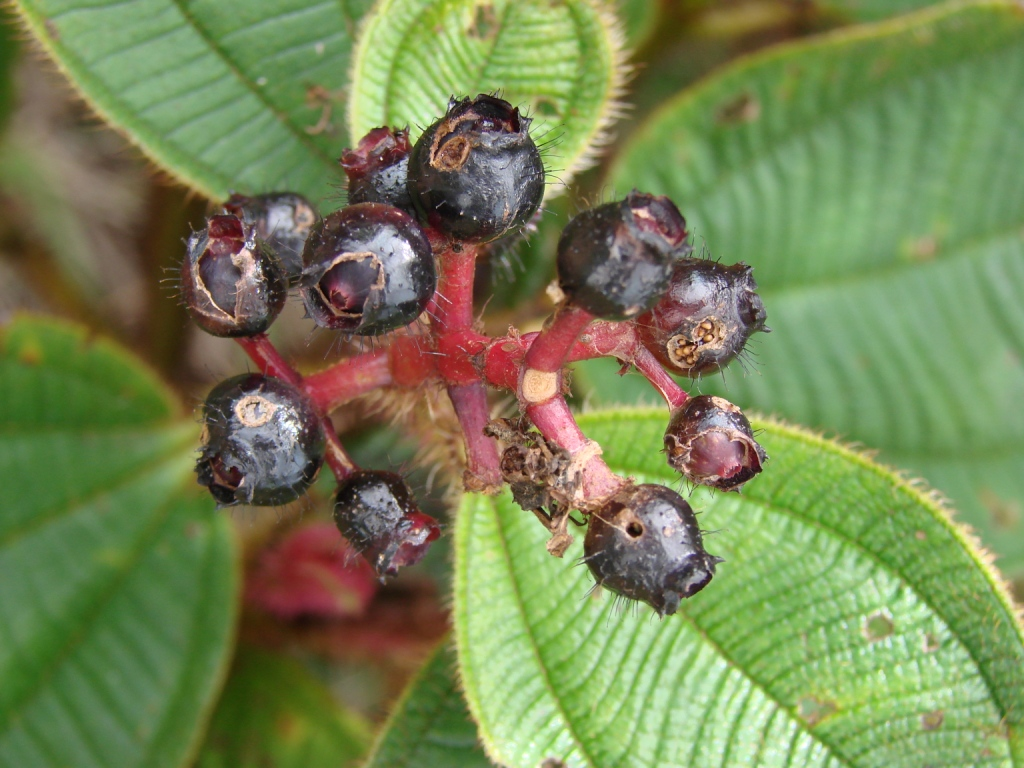
Plody T. guianensis

## Rozšíření
Rod tokoka zahrnuje asi 45 druhů. Je rozšířen v tropické Americe od jižního Mexika po jižní Brazílii a Bolívii. Jeden druh se vyskytuje na Karibských ostrovech Trinidad a Tobago. Největší počet druhů roste v Amazonii. Nejrozsáhlejší areál má druh T. guianensis, který se vyskytuje téměř v celém areálu rozšíření rodu. Další druhy s velkým areálem v Jižní Americe jsou T. nitens a T. coronata. Asi třetina druhů má malé rozšíření, omezené na povodí jediné drobnější řeky či jedinou horu. Celkem 7 druhů roste výhradně na vrcholech stolových hor Guyanské vysočiny.
Tokoky rostou nejčastěji na chudých půdách v podrostu tropického deštného lesa, v mlžných a galeriových lesích od nížin do nadmořské výšky okolo 3000 metrů. Tři druhy rostou na savanách. Často jsou ekologicky úzce vyhraněné.

## Ekologické interakce
Květy tokok jsou opylovány včelami sbírajícími pyl a neobsahují nektar. Prašníky se otevírají pórem a včely z nich vytřásají pyl procesem označovaným jako buzz pollination. Včela se zachytí na vrcholu tyčinek, vytřásá prašníky jeden po druhém a padající pyl zachycuje na spodu zadečku a zadních nohách. Celkem bylo na květech tokok zjištěno 10 různých rodů včel, mezi nejběžnější náleží Euglossa, Melipona, čmelák (Bombus) a Xylocopa. Čmeláci květy navštěvují zejména ve vyšších polohách, zatímco v nížině převládají včely rodů Euglossa a Melipona. V blízkosti lidských sídel je opyluje i nepůvodní včela medonosná. Včely rodu Trigona rovněž květy navštěvují, avšak nepřispívají k opylování, neboť jen zřídka přicházejí do styku s bliznou a při loupení pylu okusují prašníky.
Bobulovité plody pojídá velký počet různých druhů ptáků, zejména pěvců, kteří se také podílejí na šíření semen. Některé druhy rostoucí na březích vodních toků mají modré plody, které po dozrání opadávají do vody a jsou konzumovány rybami.
Tokoky žijí v symbióze s mravenci, kteří ochraňují rostlinu před býložravci. Na otevřených stanovištích je nejčastěji obývají mravenci rodu Azteca, zatímco v lesním podrostu rody Crematogaster a Pheidole. Spolu s nimi na rostlinách mohou žít také červci poskytující mravencům medovici, červení roztoči a drobné rybenky působící jako čističi. U některých druhů žijí mravenci také ve stoncích. Bylo zjištěno, že symbiotičtí mravenci také čistí okolí rostlin od konkurenční vegetace a odstraňují z nich epifyty. Rostlina jim na oplátku poskytuje úkryt v podobě domatií. V některých případech také mravenci konzumují chlupy uvnitř domatií, na růstových vrcholech nebo řapících.

### Domatia
Domatia, někdy též označovaná jako formikária, jsou přítomna asi u 2/3 druhů rodu tokoka. Mají podobu 2 dutých, zelených, většinou kulovitých nebo eliptických útvarů, umístěných na bázi listové čepele nebo na vrcholu řapíku. Z domatia vede podél střední žilky listu kanálek, který ústí na spodní straně čepele poblíž prvního páru sekundárních žilek nebo výše.

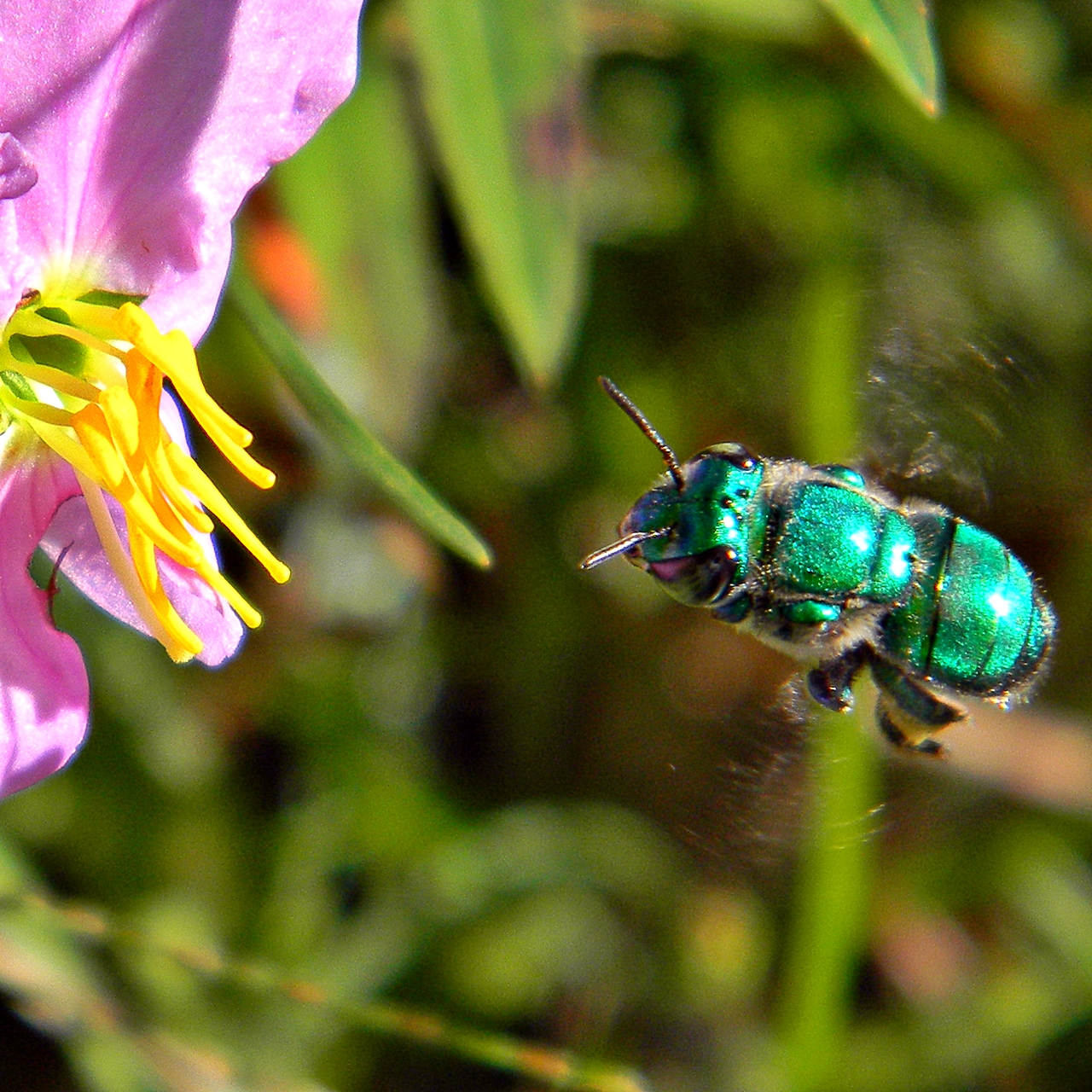
Včela rodu Euglossa
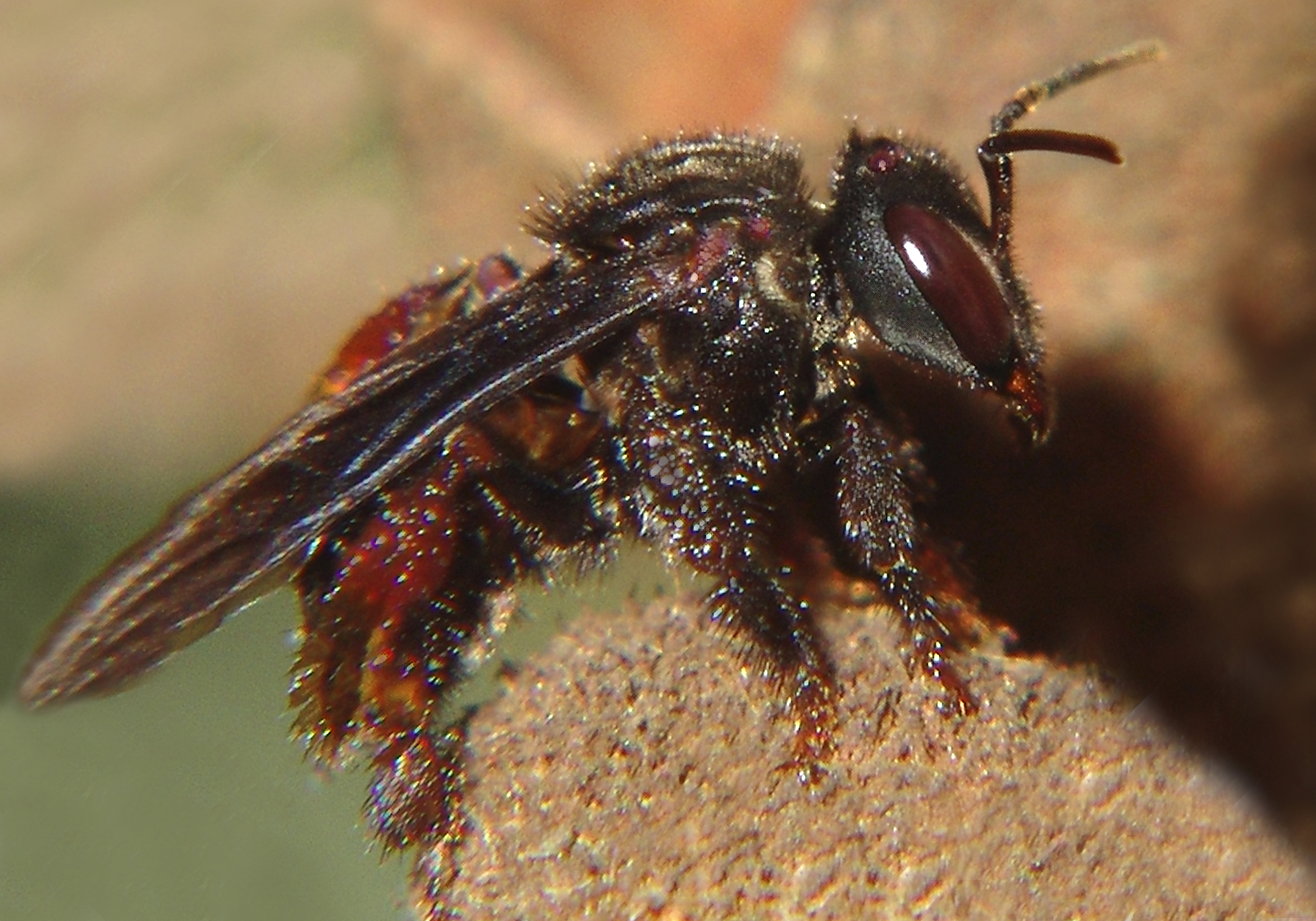
Včela rodu Trigona
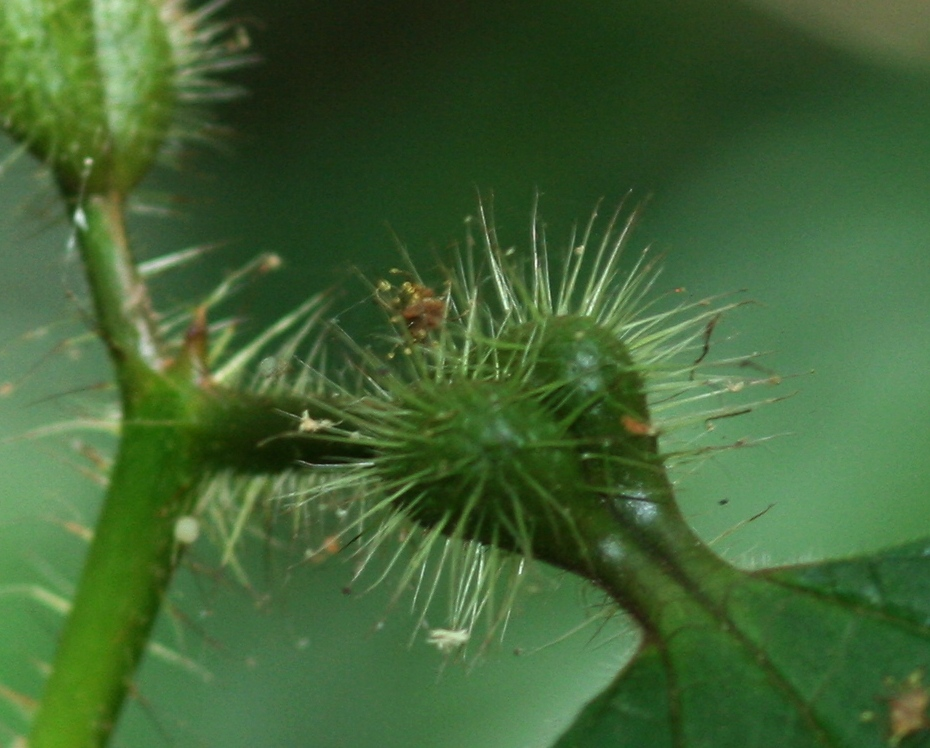
Domatia T. guianensis
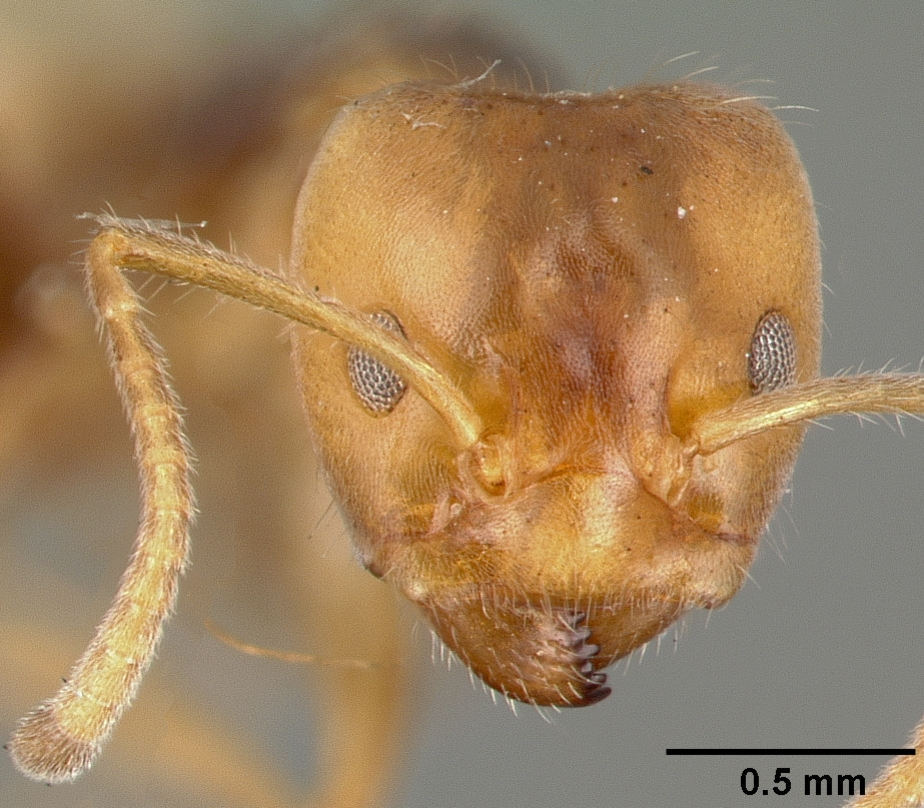
Mravenec rodu Azteca

## Taxonomie
Rod Tococa je v rámci čeledi melastomovité řazen do podčeledi Melastomoideae a tribu Miconieae.
Značná variabilita a hojné zastoupení tokok v herbářových sbírkách vedly v minulosti k popsání většího počtu dnes neplatných druhů. Celkově bylo v tomto rodu popsáno více než 110 druhů.
Na základě fylogenetických studií byly do rodu Tococa vřazeny rody Myrmidone a Microphysea.

## Význam
Plody rozšířeného druhu T. guianensis jsou jedlé. Některé druhy mají význam v domorodé medicíně. T. guianensis se používá při ledvinových a kožních chorobách a zánětech močových cest, šťáva z plodů T. caquetana při očních zánětech.